# ستانلي جيرالد تومسون
ستانلي جيرالد تومسون (بالإنجليزية: Stanley Gerald Thompson)‏ هو عالم نووي وكيميائي أمريكي، ولد في 9 مارس 1912 في لوس أنجلوس في الولايات المتحدة، وتوفي في 16 يوليو 1976.